# ハビアー・バルデス (野球)
ハビアー・バルデス（Javier Valdes, 1998年11月19日 - ）は、 アメリカ合衆国フロリダ州マイアミ出身のプロ野球選手（捕手）。右投右打。MLBのアトランタ・ブレーブス傘下所属。

## 経歴
2019年のMLBドラフト21巡目（全体637位）でアトランタ・ブレーブスから指名され、プロ入り。契約後、傘下のルーキー級ガルフ・コーストリーグ・ブレーブスでプロデビュー。23試合に出場して打率.088、3打点、1盗塁を記録した。
2020年はCOVID-19の影響でマイナーリーグの試合が開催されなかったため、公式戦の出場は無かった。
2021年はルーキー級フロリダ・コンプレックスリーグ・ブレーブス、A級オーガスタ・グリーンジャケッツとA+級ローム・ブレーブスでプレーし、3球団合計で34試合に出場して打率.232、13打点、5盗塁を記録した。
2022年はA+級ロームとAA級ミシシッピ・ブレーブスでプレーし、2球団合計で77試合に出場して打率.254、13本塁打、45打点、1盗塁を記録した。

## プレースタイル
2022年より長打力と選球眼が向上を見せており、攻撃型捕手と目されるようになった。